# Courent
La courent, ou  curenta en piémontais, est une danse traditionnelle sautée s’exécutant en couple lors des fêtes locales de Tende (Alpes-Maritimes). Elle est accompagnée par le duo instrumental accordéon chromatique/clarinette.
La pratique dansée des courente est inscrite à l'Inventaire du patrimoine culturel immatériel en France.

## Historique
Bien que l’expression « all’ italiana » soit considérée comme une preuve de l’origine italienne des courentes, il n’est pas pour autant établi que leur origine soit française ou italienne. En revanche, cette danse était déjà connue au XVIIIe siècle et la différence qui singularise la version française de la version italienne est son tempo ; la première ayant une allure plus modérée que la seconde. Historiquement, il semble que les étroites relations  politiques, économiques et culturelles entre les régions alpines de France et le nord-ouest de l’Italie aient contribué à ce que cette danse soit aujourd’hui pratiquée dans ces régions françaises.

## Description
Ce type de danse est pratiqué le plus souvent lors des bals. Elle se fait pratiquement à deux et accompagnée par une  musique instrumentale. Cette musique est jouée par un duo accordéon diatonique et clarinette. la courent est souvent associée avec le ballet, il se pratique de la même manière. la courent est devenue rare et considérée  comme plus difficile et fatigante tant pour les danseurs que les musiciens. Ces danses se caractérisent par l'alternance de deux séquences de pas opposées.
La courent enchaîne trois figures successives : la progression, le face à face et la rotation. Durant la première phase qui s'étale les huit premiers temps de la danse, les couples avancent sur la piste de danse côte à côte, à petit pas mesurés, en un parcours circulaire. Dans la phase suivante, le couple se réunit face à face et chacun des partenaires exécute un pas  sauté et alterné, pied droit, pied gauche. La dernière figure est une rotation du couple côte à côte sur un pied, autour d'un axe vertical virtuel les séparant. Après la troisième figure, les couples reprennent la première phase de progression en cercle.

## La transmission de la danse
La transmission se fait par la pratique à l'occasion des fêtés organisées par plusieurs occasions. les typologies de ces rencontres sont très variées, spectacles, fêtes confrériques, de classe d'age corporatives, etc. Les danseurs  les plus chevronnés (entre 66 et 75 ans) sont considérés comme les porteurs de styles particulier, opposé au style plus improvisé des danseurs plus jeunes.

## Les fêtes de Tende
Contrairement à l’Italie, où plusieurs groupes folkloriques pratiquent courente et balèt, seul le groupe de Tende les danse en France. Pour autant, ces danses dites typiques des fêtes de Tende proviennent de l’autre côté du col de Tende et ont été intégrées dans les années 1980 par la migration de proximité des premières générations de Piémontais de Vernante ou de Limone à Tende.
Lors des bals, balèt et courente s’alternent. À l'inverse du balèt, la courente n'est pas une danse de couple statique. Elle se caractérise par l'alternance de trois figures successives, à savoir la « progression », le « face-à-face » et la « rotation ».